# Amtsgericht Hohenschönhausen
Das Amtsgericht Hohenschönhausen war ein Amtsgericht in Berlin in der Wartenberger Straße 40 in Alt-Hohenschönhausen, das von 1995 bis 2008 bestand. Die daraus entstandene Zweigstelle Hohenschönhausen des Amtsgerichts Lichtenberg wurde im April 2012 aufgelöst.

## Amtsgerichtsbezirk
Der Amtsgerichtsbezirk umfasste die Berliner Bezirke Hohenschönhausen, Marzahn und Hellersdorf.

## Geschichte
Im Januar 1985 beschloss das Politbüro des Zentralkomitees der SED zum 1. September desselben Jahres die Bildung des eigenständigen (Ost-)Berliner Stadtbezirks Hohenschönhausen und des zugehörigen Stadtbezirksgerichts. Das Amtsgericht Hohenschönhausen entstand erst nach der Wende. Zum 3. Oktober 1990 wurden die Stadtbezirksgerichte aufgehoben. Es verblieben die sieben West-Berliner Amtsgerichte, deren Sprengel um die Ost-Berliner Bezirke erweitert wurden. Die Stadtbezirksgerichte wurden als Zweigstellen dieser Gerichte weitergeführt. In einem zweiten Schritt wurden 1991 mit dem Gesetz über die Zuständigkeit der Berliner Gerichte Amtsgerichte in den ehemals Ost-Berliner Bezirken errichtet, um eine Gesamtberliner Gerichtsorganisation zu erhalten. 
Der Zusammenbruch der DDR führte zu einem schrittweisen Rückgang der Einwohnerzahl: Mitte der 1990er Jahre waren es noch knapp 115.000, um die Jahrtausendwende um 110.000. Die im Jahr 2001 vom Senat von Berlin beschlossene Verwaltungsreform führte zur Fusion des Bezirks Lichtenberg mit dem Bezirk Hohenschönhausen. In der Folge wurde auch das Amtsgericht 2008 aufgelöst. Von Anfang 2009 bis April 2012 bestand noch die Zweigstelle Hohenschönhausen des Amtsgerichts Lichtenberg, die im April 2012 aufgelöst wurde. Der offizielle Grund war die Baufälligkeit des Gerichtsgebäudes. Es erfolgte der Umzug in das dann umgebaute Hauptgebäude in Lichtenberg.